# Alte Mälzerei (Eisenach)

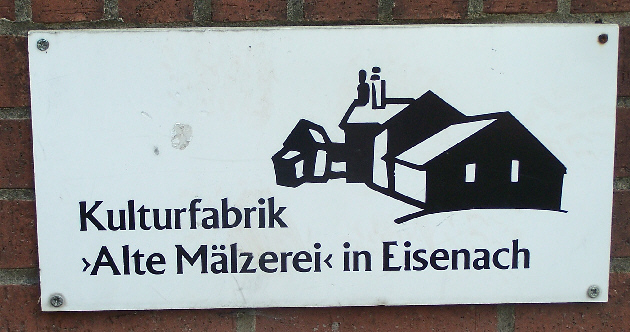
Hinweistafel Kulturfabrik Alte Mälzerei

Die Alte Mälzerei ist ein gründerzeitlicher Gebäudekomplex, bestehend aus Wohn- und Mälzereigebäude, einem als Kaffeerösterei genutzten Anbau sowie Lager- und Nebengebäuden in Eisenach in Thüringen. Bemerkenswert ist die weitgehend vollständig erhaltene technische Anlage aus der Gründerzeit des Unternehmens. Das Industriedenkmal ist seit 2016 im Eigentum der Lippmann+Rau-Stiftung für Musikforschung und Kunst.

## Geschichte
Im Jahr 1873 wurde vom Geometer Johann Adam Heintz (1825–1902) im Eisenacher Palmental, etwa 500 m nördlich vom Eisenacher Hauptbahnhof, eine Malzfabrik gegründet. Das zweigeschossige Fachwerkgebäude diente auch als Wohngebäude der Familie. Produziert wurde zunächst für die ortsansässigen Brauereien bestimmtes Braumalz für die Bierherstellung.
Im Jahr 1892 übernahm sein Sohn Adam Heintz (1865–1952), der zunächst in Naumburg eine Kaufmännische Ausbildung absolviert hatte und danach auch das Brauer- und Mälzer-Handwerk erlernt hatte, die Fabrik. Die Braumeisterausbildung konnte Adam Heintz in Weimar im Jahr 1909 mit Erfolg abschließen. Als Ersatz für die unrentabel gewordene Malzfabrikation wurde ab 1921 mit dem Rösten von Malzkaffee begonnen, dafür wurde ein Anbau errichtet.
Während des Zweiten Weltkriegs wurde die Versorgung mit Rohwaren fast unmöglich gemacht.
Von April bis Juni 1945 wurde im Betrieb für die amerikanischen Besatzungstruppen (kurzzeitig) Bohnenkaffee geröstet. Die Firma blieb in Familienbesitz. Nach 1949 wurde von staatlicher Seite die Zuteilung von Gerste unterbunden. Die Malzkaffeeröstung konnte nur noch in unrentablem Umfang fortgesetzt werden, im Betriebsjahr 1952 wurde der Betrieb eingestellt, die Fabrik stand danach still und leer, der Maschinen- und Anlagenbestand sowie das Zubehör blieb vor Ort erhalten.
1988 verkaufte Frau Rahn, die Urenkelin des Firmengründers, die weitgehend im Originalzustand erhaltene Fabrik mit allem Interieur an die Stadt Eisenach. Im Frühjahr hatten mehrere Mitglieder des Jazzklub Eisenach die gründerzeitlichen Industriegebäude besichtigen können und erkannten das Potential als »Kulturfabrik«. Der Verein fand hier ein Domizil und sicherte das Objekt in ehrenamtlicher Arbeit.
Der Gebäudekomplex sollte bereits im Sommer 1988 nach Plänen zum Ausbau des Berufsschulzentrums des Automobilwerk Eisenach abgebrochen werden. Das Objekt »Alte Mälzerei« wurde noch 1988 als Einzeldenkmal (wichtiger Zeuge der regionalen Technikgeschichte) ausgewiesen. Seit 1993 wurde die Alte Mälzerei auch als Kleinkunstbühne und Spielstätte des »Eisenacher Freien Burgtheaters« bekannt.

## Heutige Nutzung
Die fast vollständig erhaltene, 1993/94 restaurierte Röstereianlage ist als Industriemuseum zugänglich. Darüber hinaus beherbergt die »Kulturfabrik Alte Mälzerei« unter anderem einen Jazzkeller, der als »Jazzclub Posaune« regelmäßig für Konzerte genutzt wird, und das Lippmann+Rau-Musikarchiv (Internationales Archiv für Jazz und populäre Musik der Lippmann+Rau-Stiftung). Die Alte Mälzerei ist Spielort der Jazzmeile Thüringen.

## Galerie

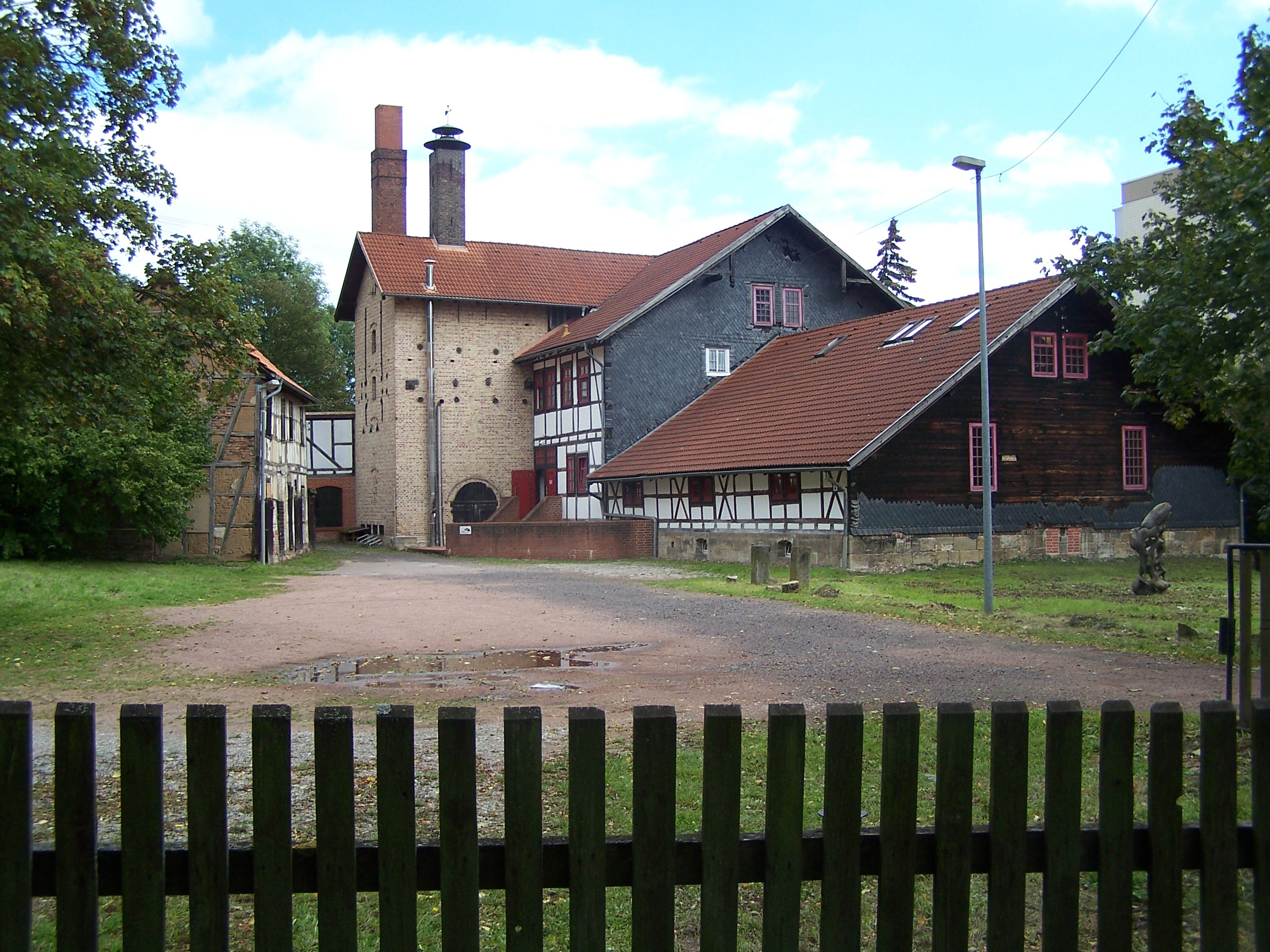
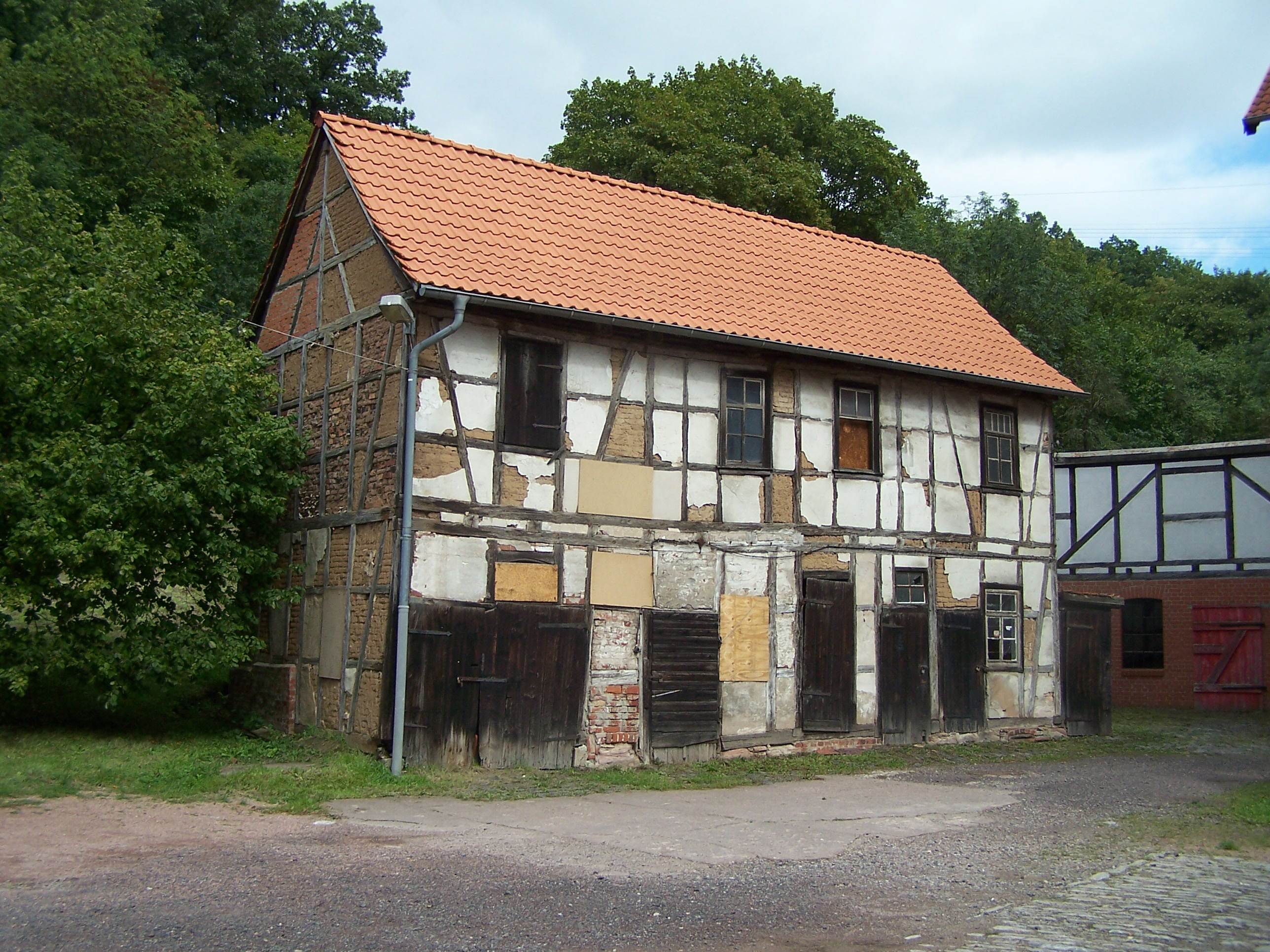
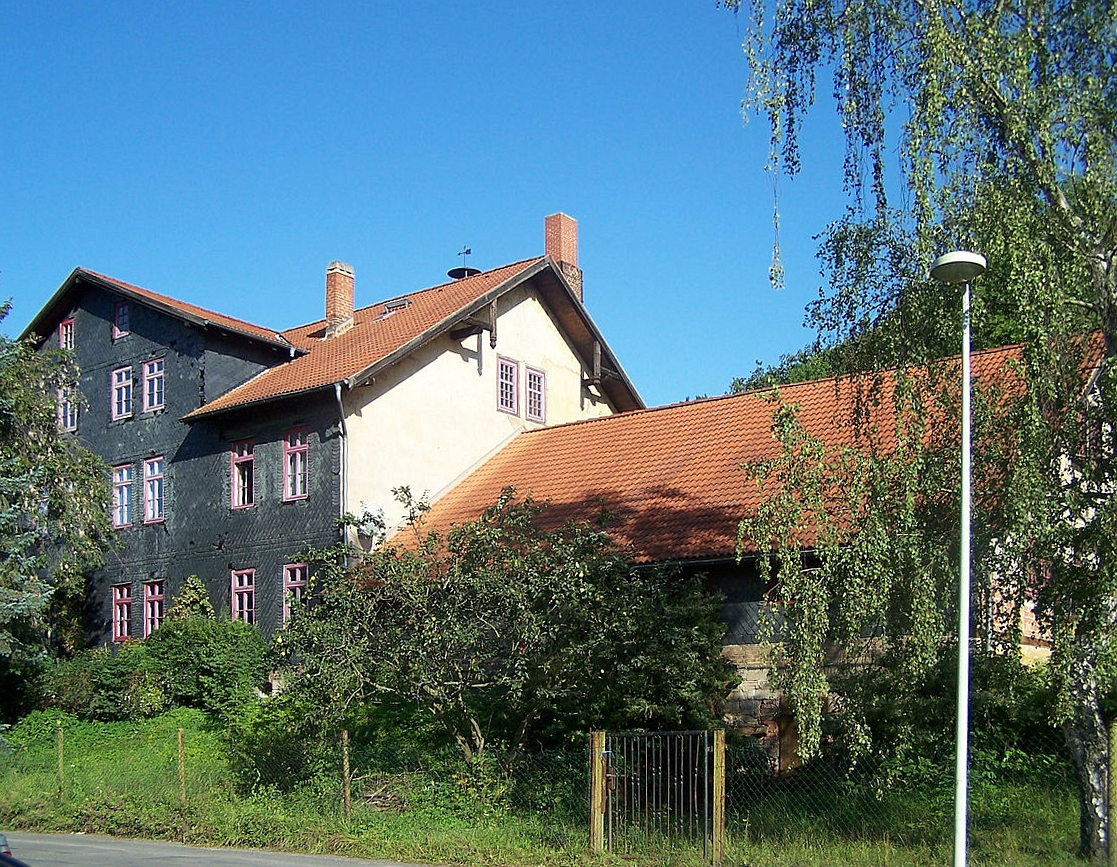
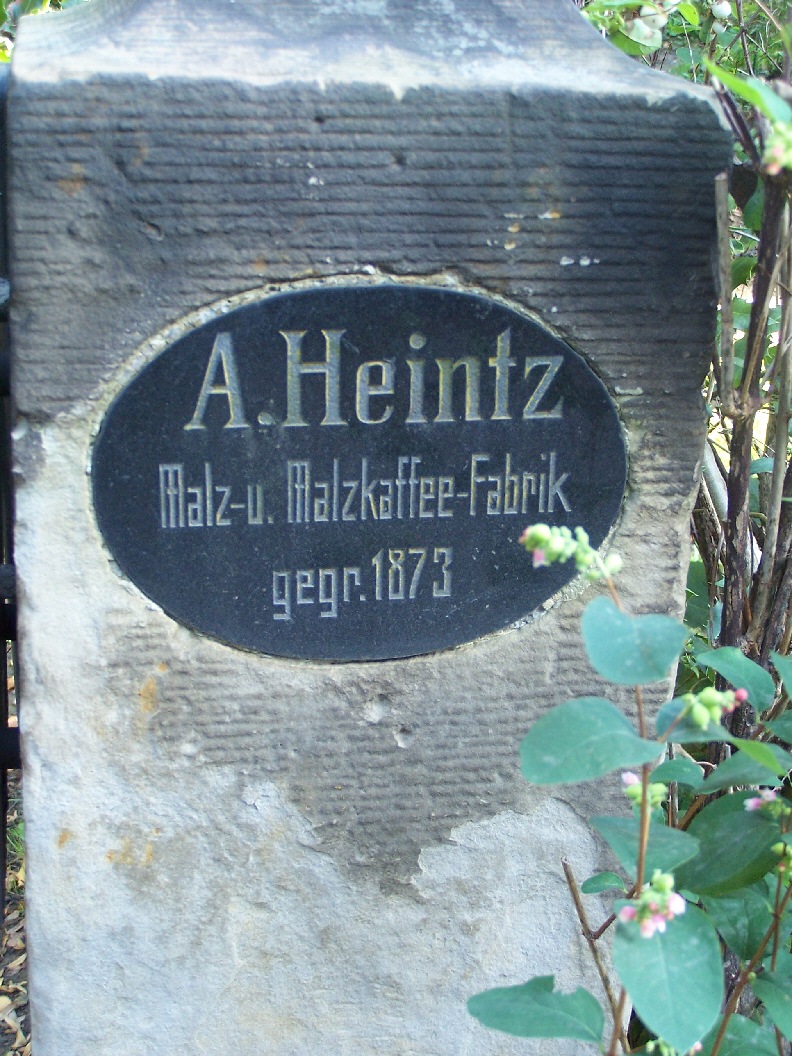